# 平将国
平 将国（たいら の まさくに、旧字体：平󠄁 將國）は、平安時代中期の武将。平将門の子で、長兄は平良門であると伝わる。

## 略歴
父の将門が平将門の乱で討たれると、嫡子である将国は大叔父の良文に護られ常陸国信田（信太）郡浮島（現・茨城県稲敷市浮島）に落ち延び、二代新皇を称して再興を図ったと伝えられるが、戦乱が沈静化した後の足跡は不明である。将国の子である文国は信田小太郎を称したとも、相馬氏を称したとも伝えられる。
三重県紀北町の有久寺温泉は、将国が神のお告げで発見し、病や傷を癒したと伝えられている。

## 関連リンク
- 渡部家「史料館」